# Trumilly
Trumilly és un municipi francès, situat al departament de l'Oise i a la regió dels Alts de França. L'any 2007 tenia 548 habitants.

## Demografia

### Població
El 2007 la població de fet de Trumilly era de 548 persones. Hi havia 170 famílies de les quals 24 eren unipersonals (8 homes vivint sols i 16 dones vivint soles), 51 parelles sense fills, 91 parelles amb fills i 4 famílies monoparentals amb fills.
La població ha evolucionat segons el següent gràfic:
Habitants censats

### Habitatges
El 2007 hi havia 180 habitatges, 174 eren l'habitatge principal de la família, 1 era una segona residència i 5 estaven desocupats. 179 eren cases i 1 era un apartament. Dels 174 habitatges principals, 146 estaven ocupats pels seus propietaris, 20 estaven llogats i ocupats pels llogaters i 8 estaven cedits a títol gratuït; 1 tenia una cambra, 15 en tenien tres, 31 en tenien quatre i 127 en tenien cinc o més. 155 habitatges disposaven pel capbaix d'una plaça de pàrquing. A 48 habitatges hi havia un automòbil i a 114 n'hi havia dos o més.

### Piràmide de població
La piràmide de població per edats i sexe el 2009 era:
| Homes | Edats   | Dones |
| ----- | ------- | ----- |
| 4     | 95 o +  | 0     |
| 0     | 90 a 94 | 0     |
| 0     | 85 a 89 | 8     |
| 0     | 80 a 84 | 0     |
| 4     | 75 a 79 | 8     |
| 4     | 70 a 74 | 12    |
| 16    | 65 a 69 | 4     |
| 0     | 60 a 64 | 16    |
| 8     | 55 a 59 | 8     |
| 20    | 50 a 54 | 8     |
| 12    | 45 a 49 | 16    |
| 28    | 40 a 44 | 24    |
| 32    | 35 a 39 | 32    |
| 24    | 30 a 34 | 28    |
| 8     | 25 a 29 | 20    |
| 4     | 20 a 24 | 16    |
| 16    | 15 a 19 | 8     |
| 36    | 10 a 14 | 28    |
| 16    | 5 a 9   | 44    |
| 8     | 0 a 4   | 12    |

## Economia
El 2007 la població en edat de treballar era de 381 persones, 278 eren actives i 103 eren inactives. De les 278 persones actives 264 estaven ocupades (139 homes i 125 dones) i 14 estaven aturades (6 homes i 8 dones). De les 103 persones inactives 25 estaven jubilades, 35 estaven estudiant i 43 estaven classificades com a «altres inactius».

### Ingressos
El 2009 a Trumilly hi havia 175 unitats fiscals que integraven 514 persones, la mediana anual d'ingressos fiscals per persona era de 23.307 €.

### Activitats econòmiques
Dels 12 establiments que hi havia el 2007, 1 era d'una empresa extractiva, 1 d'una empresa alimentària, 2 d'empreses de fabricació d'altres productes industrials, 3 d'empreses de construcció, 1 d'una empresa de comerç i reparació d'automòbils, 1 d'una empresa de transport, 1 d'una empresa d'hostatgeria i restauració i 2 d'empreses de serveis.
Els 2 serveis als particulars que hi havia el 2009 eren fusteries.
L'any 2000 a Trumilly hi havia 5 explotacions agrícoles que ocupaven un total de 1.190 hectàrees.

## Equipaments sanitaris i escolars
El 2009 hi havia una escola elemental integrada dins d'un grup escolar amb les comunes properes formant una escola dispersa.

## Poblacions més properes
El següent diagrama mostra les poblacions més properes.